# Ventas de Huelma
Ventas de Huelma – gmina w Hiszpanii, w prowincji Grenada, w Andaluzji, o powierzchni 42,44 km². W 2011 roku gmina liczyła 704 mieszkańców.
Gmina Huelva obejmuje miasta Ventas de Huelma i Ácula. Na uwagę zasługują również wioski Ochíchar i Oasis.